# Austin Theory
Austin White (McDonough (Georgia), 2 augustus 1997), beter bekend als Austin Theory of kortweg Theory, is een Amerikaans professioneel worstelaar en bodybuilder, die als worstelaar, sinds 2019 actief is in de World Wrestling Entertainment.
Voor zijn tijd bij WWE, worstelde hij in het onafhankelijk circuit bij de worstelorganisaties Full Impact Pro (FIP) en Evolve Wrestling als onderdeel van de World Wrestling Network (WWN). Hij is een 2-voudig WWN Champion en een voormalige Evolve en FIP World Heavyweight Champion. Ook heeft hij kort gewerkt voor de Mexicaanse worstelorganisatie Consejo Mundial de Lucha Libre (CMLL).

## Prestaties

### Bodybuilding
- National Physique Committee
  - NPC Georgia Teen, Men's bodybuilding championship (1 keer)[4]

### Professioneel worstelen
- Black Gate Wrestling
  - Black Gate Wrestling Heavyweight Championship (1 keer)
- The Crash Lucha Libre
  - The Crash Heavyweight Championship (1 keer)[5]
- Evolve
  - Evolve Championship (1 time)[5]
- Full Impact Pro
  - FIP World Heavyweight Championship (1 keer)[5]
- Fire Star Pro Wrestling
  - FSPW Heavyweight Championship (2 keer)[5]
- Mucha Lucha Atlanta
  - MLA Global Championship (1 keer)[6]
- National Championship Wrestling
  - NCW Heavyweight Championship (1 keer)
- Peachstate Wrestling Alliance
  - PWA Heritage Championship (1 keer)[5]
- Pro Wrestling Illustrated
  - Gerangschikt op nummer 80 van de top 500 singles worstelaars in de PWI 500 in 2019[7]
- World Wrestling Network
  - WWN Championship (2 keer)[5]
- WWA4
  - WWA4 Heavyweight Championship (1 keer)[8]
- WWE
  - WWE United States Championship (1 keer)
  - Money in the Bank (2022)
  - NXT Year-End Award
    - Future Star of NXT (2020)[9]
- Xtreme Wrestling Alliance
  - XWA Heavyweight Championship (1 keer)[10]